# Динар

Страны, использующие (или использовавшие ранее) динар

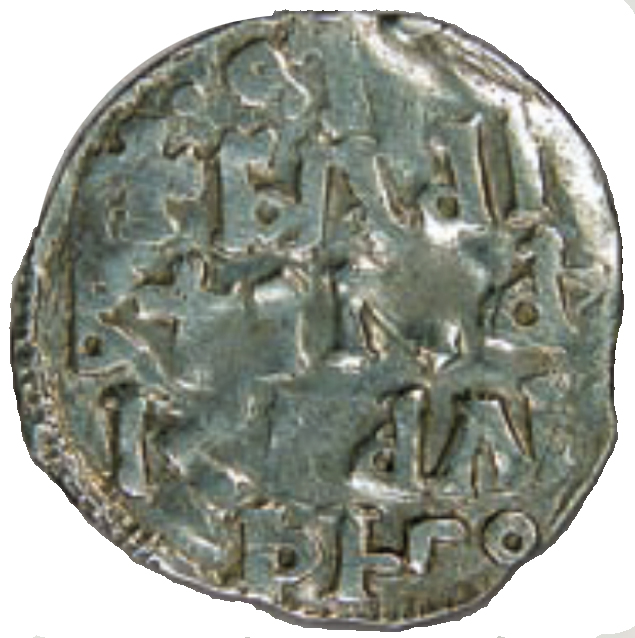
Динар Кралевича Марко. Аверс.

Дина́р (из ср.-греч. δηνάριον от лат. dēnārius «состоящий из десяти», от dēnī «по десяти», от decem «10») — денежная единица различных стран, большинство из которых — арабоязычные или бывшие частью Османской империи (например, государства, входившие в состав Югославии). Слово «динар» (араб. دينار‎) произошло от денария, названия монеты Римской империи. 

## История
Динары Арабского халифата начали чеканить из золота около 695 года после денежной реформы халифа Абд аль-Малика исходя из денежно-весовых норм Византии. Подобно византийскому солиду, вес динара был равен 4,25 граммам, он приравнивался к 10 серебряным дирхемам (затем это соотношение стало переменным).
Позже, в процессе распада халифата в X–XIII веках и возникновения новых государств на его месте, динар стал равняться разному количеству дирхемов в разных странах. До XII века надписи на динарах делались куфическим письмом. В XIII–XIV веках динары стали в основном чеканить уже из серебра и они были равны 6 дирхемам. Золотые динары чеканились в этот период только в ряде тюркских султанатов Северной Индии, в частности в Делийском султанате, откуда они попадали и в Золотую Орду, где, по одной из версий, получили название «алтын».

## Страны, использующие динар как свою валюту
- Алжир: алжирский динар
- Бахрейн: бахрейнский динар
- Иран: иранский риал состоит из 100 динаров
- Ирак: иракский динар (см. также курдистанский динар)
- Иордания: иорданский динар
- Кувейт: кувейтский динар
- Ливия: ливийский динар
- Сербия: сербский динар
- Северная Македония: македонский денар
- Тунис: тунисский динар.

В 2015 году было объявлено о выпуске террористической организацией «Исламское государство», действующей как непризнанное государство на территории Сирии и Ирака, золотых монет — динаров. Курс этого динара равен 139 долларам США.

## Страны, использовавшие ранее динар как свою валюту
- Босния и Герцеговина: динар Боснии и Герцеговины
- Хорватия: хорватский динар
- Республика Сербская: динар Республики Сербской
- Республика Сербская Краина: динар Сербской Краины
- Федерация Южной Аравии: южноаравийский динар
- Южный Йемен: динар Южного Йемена
- Югославия: югославский динар
- Судан: суданский динар